# Abbattimento del C-130 dell'aeronautica iraniana del 1994
L'abbattimento del C-130 dell'aeronautica iraniana si verificò il 17 marzo del 1994, quando un Air Force iraniano C-130E militare che trasportava il personale dell'ambasciata iraniana da Mosca a Teheran, fu abbattuto dalle forze militari armene nei pressi della città di Stepanakert in Nagorno Karabakh, un'area che era stata oggetto di conflitti armati dal 1988. Nello schianto morino le 32 persone a bordo (19 passeggeri e 13 membri dell'equipaggio).

## Abbattimento
Il C-130 Hercules partì da Mosca, portando a casa i parenti del personale dell'ambasciata iraniana per le celebrazioni del Nawrūz.  L'ambasciata iraniana a Mosca affermò che l'aereo trasportava 19 passeggeri, tra cui nove bambini, e 13 membri dell'equipaggio.  L'equipaggio segnalò problemi meccanici prima di virare ed entrare nello spazio aereo azero sopra la regione del Nagorno-Karabakh, dove si schiantò, uccidendo tutte le persone a bordo.
Il primo vice ministro degli esteri armeno, Gerard Libaridian, dichiarò in una conferenza stampa che l'aereo avrebbe dovuto sorvolare Russia, Georgia e Armenia prima di raggiungere l'Iran. Tuttavia virò a circa 65 miglia a est di questo corridoio quando lasciò la Georgia e non entrò nello spazio aereo armeno come previsto alle 10:08 pm ma volò nella zona di guerra intorno al Nagorno-Karabakh.
I resti degli iraniani uccisi nell'incidente furono portati in Armenia e trasportati dall'aeroporto internazionale Zvartnots di Yerevan a Teheran. Alla cerimonia parteciparono il vicepresidente armeno Gagik Arutyunyan e il vice primo ministro Vigen Chitechyan.
L'Iran inviò una commissione speciale dell'aeronautica militare per indagare sulle cause della tragedia. Il capo della commissione Abdat Aminian respinse la versione offerta dal vicepresidente armeno Gagik Arutyunyan che suggeriva che il C-130 avesse perso il controllo e sarebbe precipitato a terra a causa di alcuni malfunzionamenti dei sistemi di volo dell'aereo. Un funzionario del ministero degli Esteri iraniano dichiarò che per "alcuni motivi sconosciuti l'aereo esplose nell'aria, dopo aver deviato la rotta".
Aminian dichiarò che l'aereo fu abbattuto da due missili, lanciati dalle forze armene. Affermò che la parte armena non si era assunta la responsabilità diretta dell'incidente ma ammise che le proprie truppe scambiarono l'aereo iraniano per un aereo azero e che non cercarono di entrare in contatto con l'aereo per identificarlo.
Il ministero degli Esteri iraniano rese pubblici i risultati dell'indagine in una nota, in cui si attribuiva la colpa dell'abbattimento alle forze armene. La dichiarazione affermava che: "l'Iran si riserva il diritto di intraprendere azioni legali e ricevere risarcimenti per le vittime dell'incidente e chiede al governo armeno di identificare e punire i colpevoli di aver abbattuto l'aereo".
Il ministero della sicurezza nazionale azero fornì alla parte iraniana un messaggio radio che era stato intercettato dall'intelligence azera il giorno della catastrofe. Una delle frasi nel dispaccio intercettato era: "Abbiamo appena abbattuto un aereo militare azero". L'intelligence azera affermò che fu utilizzato un sistema missilistico "Osa" auto-mirato per abbattere il C-130.
Alcuni esperti militari russi suggerirono che il C-130 avesse intenzionalmente cambiato la sua rotta di volo per scopi di ricognizione.  Tuttavia, il ministero degli esteri iraniano respinse queste affermazioni.

## Conseguenze
In un incontro a Teheran con il vicepresidente dell'Armenia, Gagik Arutyunyan, il presidente iraniano Ali Akbar Hashemi Rafsanjani chiese che i responsabili dell'abbattimento venissero puniti. Prima di partire da Teheran, Arutyunyan ammise che l'aereo iraniano fu abbattuto “per errore”, senza specificare chi commise l'errore.
Secondo Human Rights Watch, "sotto le regole di guerra, gli armeni del Karabakh avrebbero dovuto accertare la natura dell'aereo prima di sparare. Se non hanno utilizzato tutti i mezzi disponibili per identificare l'aereo e hanno continuato a sparare, ciò costituirebbe una grave violazione del diritto umanitario".